# Anarchists Against the Wall
Pour les articles homonymes, voir AAW.
Anarchists Against the Wall ou AAW (en français, « Anarchistes contre le Mur ») est un collectif israélien créé en 2003.
Ce groupe d'action directe non-violente milite contre la construction du mur séparant les territoires palestiniens de l'État d'Israël dans toute la Cisjordanie.

## Histoire

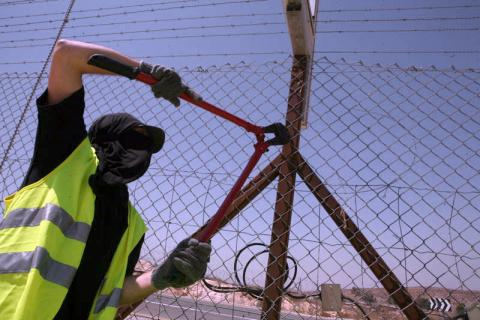
Activiste des Anarchistes contre le Mur lors d'une opération contre la barrière de sécurité à Beit Mirsim

En 2003, plusieurs militants et militantes se rassemblent lors d'un campement à Mas-ha pour créer un groupe d'action contre la « barrière de séparation » érigée par l'État d'Israël. Les actions organisées par ce groupe anarchiste sont basées sur la non-violence et la « propagande par le fait ».
Le 26 décembre 2003, l'armée ouvre le feu sur un manifestant israélien lors d'une manifestation pacifique contre la « barrière de séparation ». Blessé par balles aux deux jambes, Gil Na'amati, un kibboutznik de Re'im âgé de 21 ans, venait de terminer son service militaire et tentait avec d'autres manifestants de démonter le mécanisme de verrouillage d'une porte. L'incident est rapidement médiatisé dans la presse israélienne, et fige le nom du groupe qui jusque-là en changeait à chaque action.
À la suite de cet épisode, ils ont produit et réalisé un documentaire Democracy isn't built on demonstrators' bodies (la démocratie ne se construit pas sur les corps des manifestants). 2004, 32 minutes.
Fin 2003, début 2004, des comités populaires sont créés dans plusieurs villages palestiniens pour protester contre le mur. Ces comités ont pour but de résister à la construction du mur et manifestent presque quotidiennement. Bénéficiant de l'expérience du campement de Mas-ha, des Israéliens et Israéliennes sont invités à participer aux démonstrations, inaugurant un long partenariat entre les Anarchistes contre le Mur et les comités populaires de nombreux villages palestiniens.
À partir de cette époque, l'activité des Anarchistes contre le Mur s'intensifie avec des manifestations quasi-quotidiennes réunissant quelques dizaines d'israéliens et israéliennes dans diverses zones de la Cisjordanie, notamment dans les villages de Bil'in à l'ouest de Ramallah, d'al-Ma'asara et Ertas, au sud de Bethléem, ou encore Beit Ummar, au nord d'Hébron. Cette mobilisation est jugée importante par les anarchistes, l'armée israélienne avouant modifier ses consignes lorsqu'elle soupçonne la présence d'Israéliens dans une manifestation.
L'organisation reçoit en 2008 la médaille Carl von Ossietzky, avec le Comité populaire de Bil'in,.